# Podnoszenie ciężarów na Letnich Igrzyskach Olimpijskich 2008 – waga do 69 kg kobiet
Rywalizacja w wadze do 69 kg kobiet w podnoszeniu ciężarów na Letnich Igrzyskach Olimpijskich 2008 została rozegrana w dniu 13 sierpnia 2008 roku w hali Pekińskiego Uniwersytetu Aeronautyki i Astronautyki.

## Terminarz
| Data             | Godzina |         |
| ---------------- | ------- | ------- |
| 13 sierpnia 2008 | 15:30   | Grupa A |

## Wyniki
| Pozycja | Grupa | Zawodnik          | Reprezentacja  | Waga  | Rwanie | Rwanie | Rwanie | Podrzut | Podrzut | Podrzut | Wynik | Uwagi             |
| Pozycja | Grupa | Zawodnik          | Reprezentacja  | Waga  | 1      | 2      | 3      | 1       | 2       | 3       | Wynik | Uwagi             |
| ------- | ----- | ----------------- | -------------- | ----- | ------ | ------ | ------ | ------- | ------- | ------- | ----- | ----------------- |
| DSQ     | A     | Liu Chunhong      | Chiny          | 68,87 | 120    | 125    | 128,   | 145     | 149     | 158     | 286 , | [ 1 ] [ 2 ] [ 3 ] |
| 1. !    | A     | Oksana Sliwienko  | Rosja          | 68,47 | 110    | 115    | 115    | 136     | 140     | -       | 255   |                   |
| DSQ     | A     | Natalija Dawydowa | Ukraina        | 68,63 | 110    | 113    | 115    | 130     | 133     | 135     | 250   | [ 4 ]             |
| 2. !    | A     | Leydi Solís       | Kolumbia       | 67,54 | 99     | 103    | 105    | 125     | 132     | 135     | 240   |                   |
| 3. !    | A     | Abir Abdulrahman  | Egipt          | 69,00 | 100    | 105    | 105    | 133     | 133     | 136     | 238   |                   |
| 4.      | A     | Tulia Medina      | Kolumbia       | 68,63 | 100    | 104    | 106    | 120     | 124     | 124     | 230   |                   |
| 5.      | A     | Hanna Baciuszka   | Białoruś       | 68,65 | 105    | 110    | 110    | 120     | 126     | 126     | 225   |                   |
| 6.      | A     | Rika Saito        | Japonia        | 68,65 | 87     | 87     | 90     | 115     | 120     | 122     | 209   |                   |
| -       | A     | Iriner Jiménez    | Wenezuela      | 65,33 | 87     | 90     | 93     | 120     | 120     | 120     | DNF   |                   |
| -       | A     | Hong Yong-ok      | Korea Północna | 68,07 | 103    | 103    | 103    | DNF     | DNF     | DNF     | DNF   |                   |